# Фридрих Зигизмунд II (Золмс-Барут)
Фридрих Зигизмунд II фон Золмс-Барут (на немски: Friedrich Sigismund II zu Solms-Baruth, * 6 август 1669 в дворец Барут; † 14 юли 1737 в Барут в Бранденбург) от род Золмс е от 1696 до 1737 г. граф на Золмс-Барут.
Той е син на граф Фридрих Зигизмунд I фон Золмс-Барут (1627 – 1696) и съпругата му графиня Ернестина фон |Шьонбург-Хартенщайн-Валденбург (1642 – 1713), дъщеря на Ото Албрехт фон Шьонбург-Хартенщайн (1601 – 1681) и Ернестина Ройс-Гера (1618 – 1650).
По-голям брат е на граф Йохан Христиан I (1670 – 1726).
През 1696 г. Фридрих Зигизмунд II наследява баща си и резидира в дворец Барут, построен след 1671 г. Той умира на 14 юли 1737 г. в Барут и е погребан там. Наследен е от син му Фридрих Готлиб Хайнрих.

## Фамилия
Фридрих Зигизмунд II се жени в Барут на 19 април 1692 г. за фрайин Амалия Кристиана фон Люцелбург (* 23 август 1675; † 23 декември 1721 в Барут), дъщеря на фрайхер Йохан Виганд фон Лютцелбург († 1670) и фрайин Анна Юдита фон Шьонбург-Пениг (1641 – 1679). Те имат децата:
- Ернеста София (1693 – 1695)
- Амалия Христиана (1694 – 1695)
- Фридрих Максимилиан (1696)
- Готлоб Александер (1697 – 1699)
- Шарлота Христина (1699 – 1701)

Фридрих Зигизмунд II се жени втори път в Барут на 9 септември 1722 г. за графиня Ернестина Елизабет фон Золмс-Зоненвалде (* 12 декември 1695 в Поух; † 5 юни 1730 във Вецлар), дъщеря на граф Ото Хайнрих фон Золмс-Зоненвалде (1654 – 1711) и Шарлота София фон Крозиг (1670 – 1731). Те имат един син:
- Фридрих Готлиб Хайнрих (1725 – 1787), граф на Золмс-Барут (1737 – 1787), женен на 20 май 1753 г. в Бернбург за принцеса София Луиза фон Анхалт-Бернбург (1732 – 1786)

Той се жени трети път на 22 ноември 1730 г. във Велда за Юлиана Доротея фон Щутерхайм (* 3 септември 1694, † 22 ноември 1749 в Барут). Бракът е бездетен.